# Festival international du film de Toronto 1996
Le Festival international du film de Toronto 1996, 21e édition du festival, s'est déroulé du 5 au 14 septembre 1996.

## Prix
| Prix,                                                   | Film                               | Réalisateur                    |
| ------------------------------------------------------- | ---------------------------------- | ------------------------------ |
| People's Choice Award                                   | Shine                              | Scott Hicks                    |
| Metro Media Award                                       | Shine                              | Scott Hicks                    |
| Best Canadian Feature Film                              | Long Day's Journey into Night (en) | David Wellington (en)          |
| Best Canadian Feature Film - Special Jury Citation      | Kissed                             | Lynne Stopkewich               |
| Best Canadian Short Film                                | Letters from Home (en)             | Mike Hoolboom (en)             |
| Best Canadian Short Film - Special Jury Citation        | Sin Cycle                          | Jack Cocker et Ben Famiglietti |
| Best Canadian Short Film - Special Jury Citation        | Lodela (en)                        | Philippe Baylaucq              |
| FIPRESCI International Critics' Award                   | Life                               | Lawrence Johnston              |
| FIPRESCI International Critics' Award - Special Mention | En route vers Manhattan            | Greg Mottola                   |

## Programme

### Gala Presentation
- Shine de Scott Hicks
- Life de Lawrence Johnston
- En route vers Manhattan (The Daytrippers) de Greg Mottola
- Color of a Brisk and Leaping Day (en) de Christopher Münch (en)
- The Watermelon Woman de Cheryl Dunye
- Trees Lounge de Steve Buscemi
- Décroche les étoiles (Unhook the Stars) de Nick Cassavetes
- À table (Big Night) de Campbell Scott, Stanley Tucci
- Breaking the Waves de Lars von Trier
- La Chambre tranquille (The Quiet Room) de Rolf de Heer
- Ridicule de Patrice Leconte
- Beautiful Thing de Hettie MacDonald (en)
- Le Prisonnier du Caucase (Kavkazskiy plennik) de Sergueï Bodrov
- Nos funérailles (The Funeral) d'Abel Ferrara
- Jude de Michael Winterbottom
- L'Envolée sauvage (Fly Away Home) de Carroll Ballard
- Swingers de Doug Liman
- That Thing You Do! de Tom Hanks
- Albino Alligator de Kevin Spacey
- Grace of My Heart d'Allison Anders
- Ponette de Jacques Doillon
- Conte d'été d'Éric Rohmer
- Goodbye South, Goodbye de Hou Hsiao-hsien
- Bound d'Andy et Larry Wachowski
- Mother d'Albert Brooks
- Floating Life de Clara Law
- Un été à La Goulette (حلق الوادي) de Férid Boughedir
- Deux jours à Los Angeles (Two Days in the Valley) de John Herzfeld
- Some Mother's Son de Terry George
- Carmin profond (Profundo carmesí) d'Arturo Ripstein
- Box of Moonlight de Tom DiCillo
- Vesna va veloce (it) de Carlo Mazzacurati
- Forgotten Silver de Peter Jackson et Costa Botes
- Kama Sutra de Mira Nair
- Bastard out of Carolina (en) d'Anjelica Huston
- American Buffalo de Michael Corrente
- La Bouche de Jean-Pierre de Lucile Hadžihalilović
- Engelchen (de) de Helke Misselwitz
- Kolja de Jan Svěrák

### Canadian Perspective
- Fire (फायर) de Deepa Mehta
- Long Day's Journey into Night (en) de David Wellington (en)
- Kissed de Lynne Stopkewich
- Letters from Home (en) de Mike Hoolboom (en)
- Sin Cycle de Jack Cocker et Ben Famiglietti
- Lodela (en) de Philippe Baylaucq
- Bogus de Norman Jewison
- Les Feluettes (Lilies) de John Greyson
- Can I Get a Witness? de Kris Lefcoe (en)

### Midnight Madness
- Sang-froid (Curdled) de Reb Braddock
- La Langue tueuse (La lengua asesina) d'Alberto Sciamma
- Road Movie (en) de Peter Care (en)
- Orugan (en) de Kei Fujiwara
- Le Syndrome de Stendhal (La sindrome di Stendhal) de Dario Argento
- Sobrenatural (es) de Daniel Gruener
- Ratchet de John Johnson
- Screwed d'Alexander Crawford
- Gamera 2: Attack of Legion (Gamera Tsū: Region Shūrai) de Shusuke Kaneko

### Vietnam Perspective
Vietnam Perspective
- When the Tenth Month Comes de Đặng Nhật Minh
- Tướng về hưu (vi) de Nguyen Khac Loi
- Black Cactuses de Le Dan
- Nostalgie de la campagne (Thuong nho dong quê) de Đặng Nhật Minh

### Documentaires
- Looking for Richard d'Al Pacino
- Microcosmos : Le Peuple de l'herbe de Marie Pérennou et Claude Nuridsany
- Dire l'indicible : La Quête d'Elie Wiesel (Mondani a mondhatatlant: Elie Wiesel üzenete) de Judit Elek
- A Tickle in the Heart de Stefan Schwietert (de)